# 1662 en philosophie
Chronologie de la philosophie
- 1658
- 1659
- 1660
- 1661
- 1662
- 1663
- 1664
- 1665
- 1666

L’année 1662 a été marquée, en philosophie, par les événements suivants :

## Publications
- Francis Bacon : Historia vite et morlis.
- Comenius : De rerum humanarum emendatione consultatio catholica, 1662 - son œuvre la plus imposante, une œuvre philosophique divisée en 7 parties, dont 4 inachevées .
- Franciscus van den Enden : Kort Verhael van Nieuw Nederland [Courte Relation des Pays-Bas nouveaux].
- Antoine Legrand :  Le Sage des Stoïques, ou l'Homme sans passion selon les sentiments de Sénèque, 1662, La Haye dédié à Charles II Roi d'Angleterre.

## Naissances
- 13 décembre à Vérone : Francesco Bianchini (mort le 2 mars 1729 (à 66 ans) à Rome), est un historien, philosophe et astronome italien. Il était l'oncle de Giuseppe Bianchini.

## Décès
- Filippo Arrighetti, né à Florence en 1582 et mort à Padoue le 27 novembre 1662 est un philosophe, philologue classique et académicien italien.
- 19 août à Paris : Blaise Pascal, né le 19 juin 1623 à Clairmont (aujourd'hui Clermont-Ferrand), en Auvergne, est un mathématicien, physicien, inventeur, philosophe, moraliste et théologien français[1].